# ハンドレページ O/400

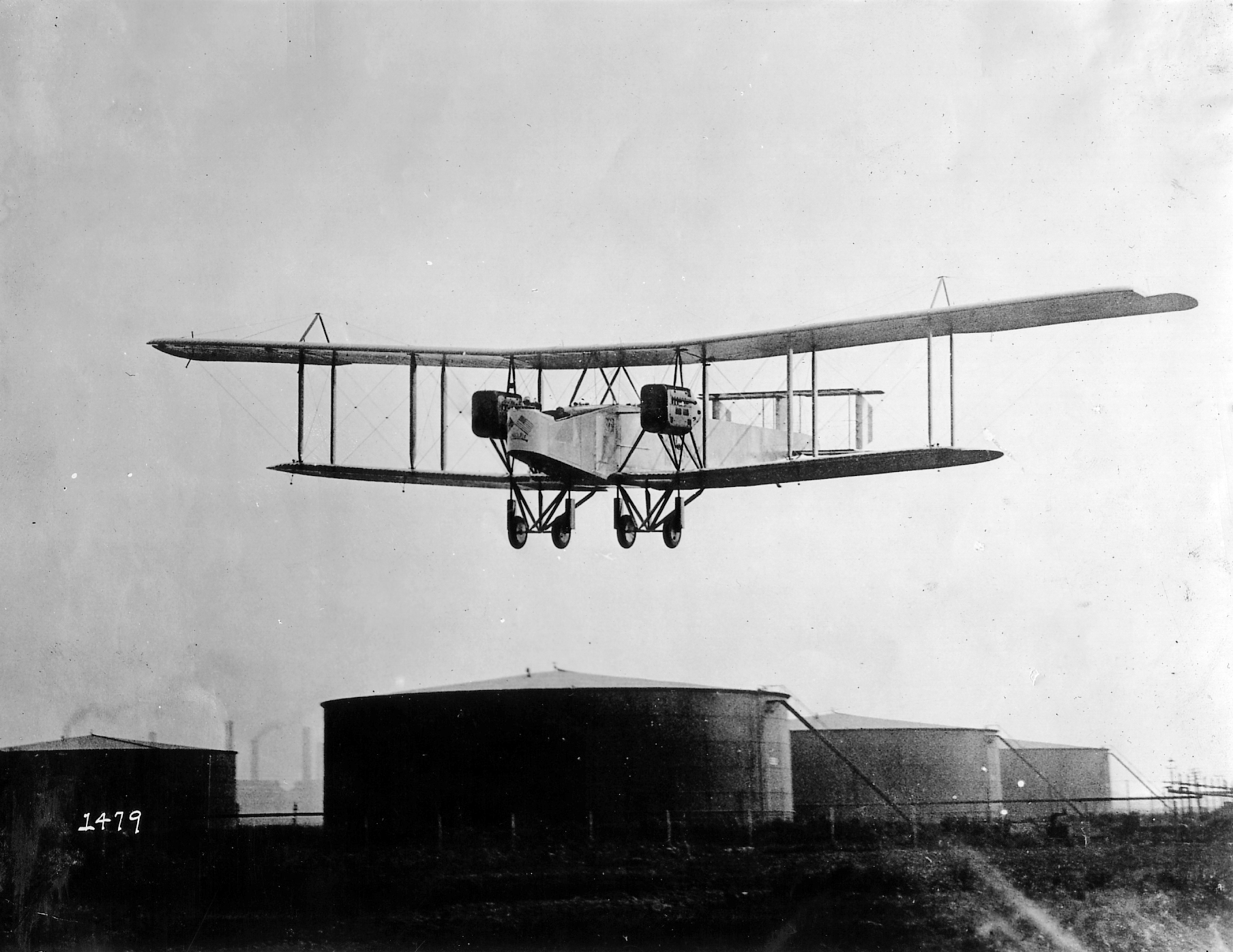
Handley-Page O/400

ハンドレページ O/400（Handlay-Page O/400）は、イギリスの航空機メーカーであるハンドレページ社によって製作され、第一次世界大戦末期に投入された、イギリスの双発重爆撃機である。

## 概要
ハンドレページO/400は、イギリス海軍の要請によって開発された双発の重爆撃機ハンドレページO/100のエンジンの改良型である。より強力なエンジンに換装されたほか、燃料系統やラジエーターが改良されており、エンジンはロールス・ロイス社などのものが使われた。イギリスでは約700機が製作され、アメリカではリバティエンジンを搭載したものが107機製作された。
1917年に初飛行し、翌1918年8月から部隊配備された。8月25日に2機がドイツ本土のマンハイムの化学工場を夜間爆撃し、さらに40機がカイザースラウテルンやザールブリュッケンなどの飛行場を夜間爆撃し、それ以来、ドイツ本土の都市爆撃に参加する。戦後は、1919年後期までイギリス空軍で使用された他、民間機としても使用された。軍閥同士の内戦が続いていた中国では、安直戦争で使用され、段祺瑞陣営の1機がスイス人傭兵パイロットの操縦で爆撃任務に用いられた。
また、1921年にアメリカでウイリアム・ミッチェル准将が行った、航空機が戦艦を撃沈できるかという実験にも参加している。

## 要目
- 乗員：4 人
- 全長：19.16 m[1]
- 全幅：30.48 m[1]
- 全高：6.71 m[1]
- 総重量：6,350 kg[1]
- 最高速度：156 km/h[1]
- 失速速度：64 km/h
- 実用上昇限度：2,590 m[1]
- 航続時間：8 時間[1]
- エンジン：ロールスロイス・イーグル8 水冷V型12気筒、360 馬力×2[1]
- 武装：7.7 mm機銃×最大5丁[1]
- 爆弾：最大907kgまで搭載可能[1]